# Стратклајд
Стратклајд (гелски Strathclyde, дословно, Долина реке Клајд), средњовековно келтско краљевство које је заузимало северозападни део Енглеске и југозападну Шкотску од почетка 7. до почетка 11. века.

## Историја
Краљевство Стратклајд формирано је током англосаксонског освајања Британије почетком 7. века. Повлачећи се пред најездом паганских Германа, романизовани хришћански Брити повлачили су се на запад, формирајући своја упоришта и мале краљевине у Корнволу, Велсу и на западној обали Британије. Након саксонског освајања Честера (613), Саксонци су раздвојили преостале британске области на северу од оних у Велсу, па су се северне британске области на ушћу реке Клајд ујединиле у краљевство Стратклајд, познато и под латинским именом Камбрија.
У савезу са Келтима из Далријаде (до 843) и касније Шкотске (краљевина Алба), Келти из Стратклајда су се успешно одупирали германским освајачима све до 11. века. Јужне области (Камбрија) пале су под власт Нортамбрије око 800. године, али се северни део Стратклајда уз помоћ Шкотске одржао све до 1018, када је Овен, последњи независни краљ Стратклајда, оставио своју земљу шкотском краљевићу Данкану, каснијем краљу Данкану I, унуку свог савезника Малколма II.

### Престоница
Главно утврђење и престоница Стратклајда био је Дамбартон, познат у то време под келтским именон Алклуд (Стена Клајда).

### Владари
- Овен (умро 1018), учествовао на победничкој страни у бици код Керема против Англа из Лотијана, у савезу са шкотским краљем Малколмом II.[3]